# Distribuzione Beta
In teoria delle probabilità e in statistica, la distribuzione {\displaystyle \mathrm {B} } (Beta) è una distribuzione di probabilità continua definita da due parametri {\displaystyle \alpha } e {\displaystyle \beta } sull'intervallo unitario {\displaystyle [0,1]}.
Questa distribuzione nasce in modo molto naturale nella inferenza bayesiana, perché governa la probabilità {\displaystyle p} di un processo di Bernoulli a posteriori dell'osservazione di {\displaystyle \alpha -1} "successi" e {\displaystyle \beta -1} "fallimenti", quando {\displaystyle p} è a priori distribuita uniformemente tra {\displaystyle 0} e {\displaystyle 1}.

## Definizione
La distribuzione Beta di parametri {\displaystyle (\alpha ,\beta )} (entrambi positivi) è definita sull'intervallo {\displaystyle [0,1]} con funzione di densità di probabilità
{\displaystyle f(x)={\frac {x^{\alpha -1}(1-x)^{\beta -1}}{\mathrm {B} (\alpha ,\beta )}}}.
In altri termini la funzione di densità di probabilità è proporzionale alla funzione
{\displaystyle x^{\alpha -1}(1-x)^{\beta -1}},
riscalata per un fattore dato dalla funzione Beta
{\displaystyle \mathrm {B} (\alpha ,\beta )=\int _{0}^{1}x^{\alpha -1}(1-x)^{\beta -1}dx};
in questo modo ha probabilità totale {\displaystyle P(X\in [0,1])=1}.
La sua funzione di ripartizione è la funzione Beta incompleta regolarizzata
{\displaystyle F(x)=I_{x}(\alpha ,\beta )={\frac {\mathrm {B} _{x}(\alpha ,\beta )}{\mathrm {B} (\alpha ,\beta )}}={\frac {\int _{0}^{x}t^{\alpha -1}(1-t)^{\beta -1}dt}{\int _{0}^{1}t^{\alpha -1}(1-t)^{\beta -1}dt}}}.

### Caratteristiche
I momenti semplici di una variabile aleatoria {\displaystyle X} con distribuzione Beta di parametri {\displaystyle (\alpha ,\beta )} sono
{\displaystyle \mu _{k}=E[X^{k}]={\frac {\int _{0}^{1}x^{\alpha +k-1}(1-x)^{\beta -1}dx}{\int _{0}^{1}x^{\alpha -1}(1-x)^{\beta -1}dx}}={\frac {\mathrm {B} (\alpha +k,\beta )}{\mathrm {B} (\alpha ,\beta )}}={\frac {(\alpha )_{k}}{(\alpha +\beta )_{k}}}},
dove {\displaystyle x_{k}} indica il fattoriale crescente con k fattori, {\displaystyle (x)_{k}=x(x+1)\cdots (x+k-1)}.
(L'ultima uguaglianza può essere dedotta dall'espressione della funzione Beta attraverso la funzione Gamma, {\displaystyle \mathrm {B} (\alpha ,\beta )=\Gamma (\alpha )\Gamma (\beta )/\Gamma (\alpha +\beta )} e dalla proprietà {\displaystyle \Gamma (x+1)=x\Gamma (x)}.)
I momenti semplici soddisfano quindi la relazione ricorsiva
{\displaystyle \mu _{k+1}={\frac {\alpha +k}{\alpha +\beta +k}}\mu _{k}}.
In particolare, la distribuzione ha:
- valore atteso {\displaystyle E[X]={\frac {\alpha }{\alpha +\beta }}};
- varianza {\displaystyle {\text{Var}}(X)={\frac {\alpha \beta }{(\alpha +\beta )^{2}(\alpha +\beta +1)}}};
- indice di asimmetria {\displaystyle \gamma _{1}=2{\frac {\beta -\alpha }{\alpha +\beta +2}}{\sqrt {\frac {\alpha +\beta +1}{\alpha \beta }}}};
- indice di curtosi {\displaystyle \gamma _{2}=6{\frac {\alpha ^{3}-2\alpha ^{2}\beta -2\alpha \beta ^{2}+\beta ^{3}+\alpha ^{2}-4\alpha \beta +\beta ^{2}}{\alpha \beta (\alpha +\beta +2)(\alpha +\beta +3)}}}.

Invertendo le relazioni qui sopra, che forniscono il valore atteso e la varianza in funzione dei parametri {\displaystyle \alpha } e {\displaystyle \beta }, possiamo esprimere univocamente i suddetti parametri in termini del valore atteso e della varianza:
{\displaystyle \alpha =E[X]\left({\frac {E[X](1-E[X])}{{\text{Var}}(X)}}-1\right)};
{\displaystyle \beta =(1-E[X])\left({\frac {E[X](1-E[X])}{{\text{Var}}(X)}}-1\right)}.
Queste formule vengono applicate nel metodo dei momenti, con la media e la varianza osservate su un campione.
L'entropia è
{\displaystyle H(X)=\log \mathrm {B} (\alpha ,\beta )-(\alpha -1)\digamma (\alpha )-(\beta -1)\digamma (\beta )+(\alpha +\beta -2)\digamma (\alpha +\beta )},
dove {\displaystyle \digamma } è la funzione digamma.
La moda della distribuzione dipende dai segni di {\displaystyle \alpha -1} e {\displaystyle \beta -1}, ed è unica solo se almeno uno dei due è positivo:
se {\displaystyle \alpha >1} e {\displaystyle \beta >1} allora la moda è {\displaystyle {\frac {\alpha -1}{\alpha +\beta -2}}};
se {\displaystyle \alpha >1} (o {\displaystyle \alpha =1}) e {\displaystyle \beta <1} allora la moda è 1;
se {\displaystyle \beta >1} (o {\displaystyle \beta =1}) e {\displaystyle \alpha <1} allora la moda è 0.
(La funzione di densità di probabilità ha un asintoto in 0 se {\displaystyle \alpha <1}, in 1 se {\displaystyle \beta <1}.)

## Relazioni con altre distribuzioni
Una distribuzione Beta può essere definita su un qualunque intervallo {\displaystyle [a,b]}, costruendo una nuova variabile casuale {\displaystyle Y=a+(b-a)X}.
Se {\displaystyle X} segue la distribuzione Beta di parametri {\displaystyle (\alpha ,\beta )} allora {\displaystyle 1-X} segue la distribuzione Beta di parametri {\displaystyle (\beta ,\alpha )}.
- La distribuzione Beta di parametri {\displaystyle (1,1)} corrisponde alla distribuzione continua uniforme {\displaystyle {\mathcal {U}}([0,1])} sull'intervallo unitario.
- La distribuzione di Dirichlet è una generalizzazione della distribuzione Beta: essa descrive la distribuzione a posteriori dei parametri di una distribuzione multinomiale a posteriori, appunto, di un'osservazione. La distribuzione di Dirichlet con due parametri è esattamente la distribuzione Beta.
- Per {\displaystyle \alpha =\beta ={\tfrac {3}{2}}} la densità di probabilità del tipo Beta {\displaystyle f(x)={\sqrt {x(1-x)}}} è, in termini geometrici, la metà superiore di una circonferenza: {\displaystyle (2f(x))^{2}+(2x-1)^{2}=1}, descrive un semicerchio. La variabile aleatoria {\displaystyle Y=r(2X-1)} segue una distribuzione di Wigner di parametro r.
- Se {\displaystyle X} e {\displaystyle Y} sono due variabili aleatorie indipendenti con distribuzioni Gamma di rispettivi parametri {\displaystyle (\alpha ,\theta )} e {\displaystyle (\beta ,\theta )}, allora la variabile aleatoria {\displaystyle {\tfrac {X}{X+Y}}} segue la distribuzione Beta di parametri {\displaystyle (\alpha ,\beta )}.
- Se la variabile aleatoria {\displaystyle X} segue la distribuzione Beta di parametri {\displaystyle (\alpha ,\beta )} allora la variabile aleatoria {\displaystyle T={\tfrac {X}{1-X}}} è descritta dalla distribuzione Beta del secondo tipo, che ha funzione di densità di probabilità

{\displaystyle f(t)={\frac {x^{\alpha -1}/(1-x)^{\alpha +\beta }}{\mathrm {B} (\alpha ,\beta )}}}
- La distribuzione di Wilks {\displaystyle \Lambda (p,m,n)} può essere interpretata come la distribuzione che governa il prodotto {\displaystyle X_{1}\cdots X_{n}} di n variabili aleatorie indipendenti {\displaystyle X_{1},...,X_{n}} con rispettivi parametri {\displaystyle ({\tfrac {m+1-p}{2}},{\tfrac {p}{2}}),...,({\tfrac {m+n-p}{2}},{\tfrac {p}{2}})}.
- Se {\displaystyle Y} è una variabile aleatoria con distribuzione di Kumaraswamy di parametri {\displaystyle (a,b)} allora {\displaystyle X=Y^{a}} segue la distribuzione Beta di parametri {\displaystyle (1,b)}.

## Inferenza bayesiana

### La distribuzione Beta e il processo di Bernoulli
E' immediato dimostrare che, se X è distribuita come una v.c. binomiale
con parametri n e π
{\displaystyle f(x|\pi )=Binom(x|n;\pi )}
e il parametro π è distribuito a priori come una v.c. Beta con i parametri a e b
{\displaystyle g(\pi )=Beta(\pi |a;b)}
allora il parametro π è distribuito a posteriori, anch'esso, come una v.c. Beta, ma con parametri a+x e b+n-x
{\displaystyle g(\pi |x)=Beta(\pi |a+x;b+n-x)}
Come detto in precedenza, qualora il parametro π sia distribuito a priori come una variabile casuale rettangolare nell'intervallo [0;1] (ovvero ipotizzando a priori tutti i possibili valori di π equiprobabili), e pertanto a=1 e b=1, allora la distribuzione a posteriori del parametro π è una Beta con parametri x+1 e n-x+1
{\displaystyle g(\pi |x)=(n+1){n \choose x}\pi ^{x}(1-\pi )^{n-x}}
essa ha come valore modale p
{\displaystyle p={\frac {x}{n}}}, che corrisponde alla stima usata in ambito frequentistico, mentre il valore atteso o media, è
{\displaystyle p={\frac {x+1}{n+2}}}, che per x<n/2 è maggiore del valore modale {\displaystyle {\frac {x}{n}}}. Il valore atteso minimizza lo scarto quadratico.
Infatti, la probabilità di ottenere {\displaystyle \alpha -1} successi e {\displaystyle \beta -1} fallimenti in un processo di Bernoulli di parametro p è {\displaystyle {\tbinom {\alpha +\beta -2}{\alpha -1}}p^{\alpha -1}(1-p)^{\beta -1}}, proporzionale alla densità {\displaystyle f(p)} della distribuzione Beta di parametri {\displaystyle (\alpha ,\beta )}.
Pertanto, come detto sopra, se la variabile aleatoria {\displaystyle S} segue una distribuzione binomiale {\displaystyle {\mathcal {B}}(P,\alpha +\beta -2)} con parametro aleatorio P distribuito a priori uniformemente sull'intervallo unitario {\displaystyle [0,1]}, a posteriori dell'osservazione {\displaystyle S=\alpha -1} il parametro P segue la distribuzione {\displaystyle \mathrm {B} (\alpha ,\beta )}.
Più in generale, se {\displaystyle S} è una variabile aleatoria con distribuzione binomiale {\displaystyle {\mathcal {B}}(P,n)} e il parametro P segue a priori la distribuzione {\displaystyle \mathrm {B} (\alpha ,\beta )}, allora a posteriori dell'osservazione {\displaystyle S=s} il parametro P segue la distribuzione {\displaystyle \mathrm {B} (\alpha +s,\beta +n-s)}.
Il caso della distribuzione uniforme a priori è un caso particolare di quest'ultimo, essendo {\displaystyle \mathrm {B} (1,1)={\mathcal {U}}(0,1)}.

#### Priori coniugate e la v.c. binomiale negativa
Se X è distribuita come una v.c. binomiale negativa
con parametri m e θ
{\displaystyle f(x|\theta )=BinNeg(x|m;\theta )}
e il parametro θ è distribuito a priori come una v.c. Beta con i parametri a e b
{\displaystyle g(\theta )=Beta(\theta |a;b)}
allora il parametro θ è distribuito a posteriori anch'esso come una v.c. Beta, ma con parametri a+m e b+x
{\displaystyle g(\theta |x)=Beta(\theta |a+m;b+x)}
Qualora la distribuzione a priori sia una variabile casuale rettangolare nell'intervallo [0;1] (ovvero ipotizzando a priori tutti i possibili valori di θ equiprobabili), e pertanto a=1 e b=1, allora la distribuzione a posteriori è una Beta con parametri m+1 e x+1
che ha come valore modale t
t=m/(m+x)
Similmente, se la variabile aleatoria {\displaystyle T} segue la distribuzione di Pascal {\displaystyle {\mathcal {NB}}(P,n)} e P segue a priori la distribuzione {\displaystyle \mathrm {B} (\alpha ,\beta )}, allora a posteriori dell'osservazione {\displaystyle T=t} il parametro P segue la distribuzione {\displaystyle \mathrm {B} (\alpha +n,\beta +t)}.